# Sarcophaga marcosgarciae
Sarcophaga marcosgarciae är en tvåvingeart som beskrevs av Andy Z. Lehrer och Martinez-sanchez 2000. Sarcophaga marcosgarciae ingår i släktet Sarcophaga och familjen köttflugor.
Artens utbredningsområde är Spanien. Inga underarter finns listade i Catalogue of Life.